# Kim Parnass
Kim Parnass (* 22. Januar 1951 in Stockholm, Schweden) ist ein deutscher, heute in diesem Beruf nicht mehr aktiver Schauspieler.

## Leben und Wirken
Der Sohn der Schauspielerin und Gerichtsreporterin Peggy Parnass kam über seine Mutter bereits als Kind ins Schauspielgeschäft und stand im Alter von zehn Jahren erstmals vor der Kamera. Seine Großeltern mütterlicherseits waren Hertha und Simon Parnass. Kim Parnass wuchs in Hamburg, der Geburtsstadt seiner Mutter, auf und war dort in jungen Jahren auch als Theaterschauspieler tätig (Deutsches Schauspielhaus und Thalia-Theater). Neben Gastrollen in Hamburger Fernsehserien wie Gestatten, mein Name ist Cox und Hafenpolizei konnte er bereits als 15-Jähriger einen Erfolg mit der Hauptrolle des Heranwachsenden Rick in Peter Lilienthals Fernsehspiel Der Beginn verzeichnen, eine Initiationsgeschichte über einen Jugendlichen zwischen Schulzeit und Beginn des Berufslebens, die er, so Lilienthal, als „realistisches bis utopisches Jugendbildnis“ konzipierte, das zugleich eine „Science Fiction-Story der Seele“ sei. Mit einer Nebenrolle in Lilienthals Hauptlehrer Hofer beendete Kim Parnass Mitte der 1970er Jahre seine schauspielerische Laufbahn.

## Filmografie
- 1961: Belvedere
- 1965: Gestatten, mein Name ist Cox (TV-Serie, eine Folge)
- 1966: Der Beginn
- 1969: Zeit für Träumer
- 1974: Unter Ausschluß der Öffentlichkeit (TV-Serie, eine Folge)
- 1975: Hauptlehrer Hofer

## Einzelnachweis
1. ↑  zit. n. Egon Netenjakob: TV-Filmlexikon. Regisseure, Autoren, Dramaturgen 1952–1992. Frankfurt am Main 1994, S. 244